# Kernkraftwerk Leningrad
Das Kernkraftwerk Leningrad (russisch Ленинградская АЭС [anhörenⓘ]) besteht aus vier Reaktoren vom Typ RBMK mit einer Leistung von je 1.000 MW und liegt 70 km westlich von Sankt Petersburg an einer Bucht des Finnischen Meerbusens. Das Kraftwerk ist auch unter dem Namen der Arbeiterstadt Sosnowy Bor bekannt. In unmittelbarer Nähe des Kernkraftwerks Leningrad wird das Nachfolgekraftwerk Leningrad II gebaut. Auf dem Gelände steht ebenfalls das verworfene Kernkraftwerk Sosnowy Bor.
Die im Kernkraftwerk Leningrad I aktiven Reaktoren des Bautyps RBMK sind in der Lage, kernwaffenfähiges Plutonium zu erzeugen, das auch im laufenden Betrieb entnommen werden kann. Sie sind weitgehend baugleich mit dem Reaktor, dessen Explosion 1986 zur Katastrophe von Tschernobyl geführt hatte.
Die ersten beiden Blöcke des Kraftwerks gehören zur ersten Generation, der dritte und vierte Block zur zweiten Generation von RBMK-Reaktoren. RBMK der ersten Generation werden für die gefährlichsten Reaktoren der Welt gehalten. Mit der Stilllegung von Leningrad 1 und 2 in den Jahren 2018 und 2020 war das Kernkraftwerk Kursk das einzige, in dem noch RBMK-Reaktoren der ersten Baureihe betrieben wurden. Der 1986 explodierte Reaktor im Kernkraftwerk Tschernobyl gehörte der zweiten Generation an.

## Geschichte
Geplant wurde die Anlage ab 1967. Die ersten beiden Reaktoren gingen 1973 und 1975 ans Netz und nach einem fast einjährigen Probebetrieb im jeweils folgenden Jahr in den Produktionsbetrieb. Mit Block 1 kam der erste jemals gebaute Reaktor vom Typ RBMK-1000 zum Einsatz. Der dritte und vierte Reaktor wurden 1979 und 1981 ans Netz angeschlossen und gingen jeweils nach einem halben Jahr in den Produktionsbetrieb. Eigentümer und Betreiber des Kernkraftwerkes ist das staatliche Unternehmen Rosenergoatom.
Laut der zuständigen Behörde Rosatom ist das Kernkraftwerk auf die Erzeugung von jährlich ca. 28 Milliarden Kilowattstunden Strom ausgelegt. 2004 erzeugte es laut Rosatom 24,279 Milliarden Kilowattstunden. 28 % des erzeugten Stroms werden in die Gegend von Sankt Petersburg geliefert und decken 50 % deren Strombedarfs. 25 % des erzeugten Stroms werden nach Finnland exportiert.
2003 wurden Aufrüstungsarbeiten am Reaktor 1 durchgeführt. Die russische Atomenergiebehörde verlängerte die Betriebserlaubnis der Reaktoren 1 und 2 um 10 bis 15 weitere Jahre. Die Aufrüstung von Block 3 auf MKER-Technik wurde nach einem Jahr Betriebsstopp am 12. Mai 2008 abgeschlossen. Dadurch verlängerte sich die Betriebszeit des Blockes um weitere 20 Jahre.
Heute sind die Blöcke 3 und 4 bereits deutlich älter als das für westliche KKW ursprünglich vorgesehene (heute nach einer gründlichen Top to Bottom-Untersuchung und einem strikten Alterungs-Monitoring überschreitbare) Ausserbetriebnahme-Kriterium von 40 Jahren.

## Umweltschäden
Laut russischen Umweltschützern der Organisation Green World haben Kiefern in einem Umkreis von fünf Kilometer von Sosnowy Bor drei Mal häufigere Zellerneuerungen als 30 Kilometer entfernt stehende. Dies sei ein deutliches Zeichen für schlechte Umweltbedingungen. Auch eine Langzeitstudie des Instituts für landwirtschaftliche Radiologie und Agrarökologie hat Schäden am Kiefernbestand um Sosnowy Bor nachgewiesen.
Hinzu kommen große Schäden durch das warme Abwasser, welches in die Koporskaja-Bucht im finnischen Meerbusen gepumpt wird. Das warme Wasser bietet eine hervorragende Grundlage für Blaualgen. Hinzu kommt die Belastung durch verrottende Holzspäne, die dem Kühlwasser beigemischt werden, um Undichtigkeiten im Wärmetauscher abzudichten.

## Störfälle und Gefahren

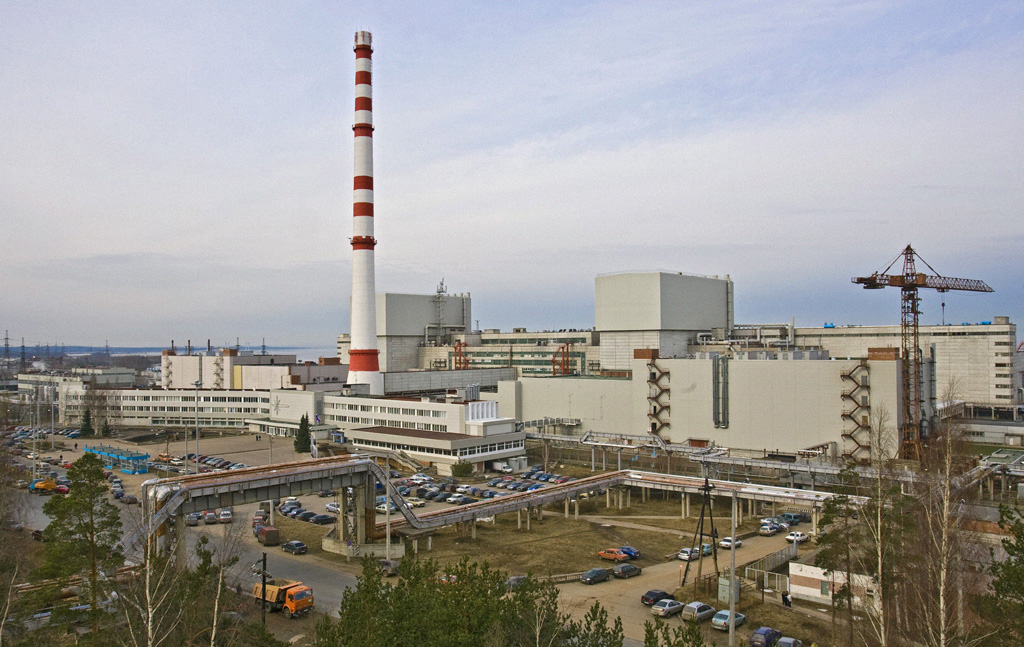
Block 1 und 2 im nachgerüsteten Zustand

Bereits im ersten Betriebsjahr ereignete sich am 6. Februar 1974 der erste Unfall. Im Block 1 brach der Wärmetauscher aufgrund siedenden Wassers. Radioaktives Wasser aus dem Primärkreislauf wurde zusammen mit hochradioaktivem Filterschlamm in die Umwelt freigesetzt. Drei Menschen starben an den Folgen der Verbrennungen durch siedendes Wasser. (INES: 4–5)
Ein weiterer, schwerwiegender Störfall ereignete sich am 30. November 1975, der später als Vorbote der Tschernobyl-Katastrophe, die sich elf Jahre später ereignen sollte, gewertet wurde. Nach einer planmäßigen Revision erreichte der Reaktor eine thermische Leistung von 800 MWth, als eine Fehlfunktion des Druckreglers am ersten Turbogenerator auftrat. Dies führte zur Auslösung von AZ-2, wodurch die Reaktorleistung auf 50 % reduziert wurde. Um 2:00 Uhr schaltete ein Operator versehentlich auch den zweiten, noch laufenden Turbogenerator ab. Der Blockschutz reagierte automatisch mit einer vollständigen Abschaltung. Der Bediener erkannte jedoch den Fehler, unterbrach die Notabschaltung und brachte den Reaktor zurück in den Leistungsbetrieb. Bis 6:15 Uhr wurde die Leistung auf 1000 MWth erhöht.
Rückblickende Analysen ergaben, dass sich während dieses Zeitraums das Neutronengift Xenon-135 aufgebaut hatte und die Reaktivitätsreserve von 35 auf 3,5 Steuerstäbe reduziert wurde. Um die Leistung weiter zu steigern, wurden Steuerstäbe entfernt, sodass sich die Reserve wieder auf 21 erhöhte. Um 6:33 Uhr erreichte man aufgrund des sich abbauenden Xenons rasant eine Leistung von 1720 MWth, allerdings stellte der Operator fest, dass sich der Wasserbedarf für die Druckröhren verringert hatte und die Feuchtigkeit im Reaktorbehälter zunahm, was auf eine Leckage an mehreren Druckröhren hindeutete.
Als Reaktion darauf betätigte der Reaktorbetriebsingenieur die Notabschaltung AZ-5. Dabei führte der damals bezeichnete „Stabendeeffekt“ – ein zu dieser Zeit noch nicht ausreichend identifizierter Reaktivitätseffekt am unteren Ende der Steuerstäbe (infolge der in den RMBK installierten Graphitspitzen am unteren Ende des Steuerstabes) – zu einem kurzfristigen Leistungsanstieg auf fast 2800 MWth. Insbesondere im unteren Reaktorbereich stieg die Neutronenaktivität stark an. Im Kanal 13–33 überhitzten die lokalen Brennelemente und begannen zu schmelzen, was zu einer etwa 6 cm langen Leckage in der Druckröhre führte.
Bis zum 3. Dezember konnte der Austritt von Radioaktivität gestoppt werden. Insgesamt wurden etwa 75.000 Curie freigesetzt, davon 60.000 über den Fortluftkamin und weitere 15.000 über das W-73-System. Beim anschließenden Trocknen des Graphitkerns – der durch das Leck Wasser gezogen hatte – wurde die Stickstoff-Notreserve in den Kern eingeblasen. Anstatt die Feuchtigkeit über das Kondensatsystem zu entfernen, wurde das Gasgemisch direkt in die Umwelt abgeleitet. Dabei wurden zusätzlich rund 1,5 Megacurie Radioaktivität freigesetzt.
Die Unfalldatierung wurde in späteren Quellen fälschlich auf Oktober 1975 oder 1974 gelegt, was zu Verwirrung führte. Der tatsächliche Vorfall fand jedoch am 30. November 1975 statt. Weshalb es zu diesem Missverständnis kam, ist bislang unklar.
Die Ursachenanalyse deckte erhebliche Konstruktionsmängel des RBMK-Reaktortyps auf, wodurch in der Folge 29 Kanäle vorsorglich entladen wurden, und der Reaktor überarbeitet wurde. Infolgedessen entstand eine zweite Generation dieser Reaktoren, bei der die Anzahl der Steuerstäbe von ursprünglich 179 auf 211 erhöht wurde. Zudem wurde ein zonengesteuertes Leistungsregelsystem mit 7 bis 12 Regelzonen eingeführt, um die Reaktivität besser verteilen und kontrollieren zu können. Die Betriebsvorschriften wurden dahingehend angepasst, dass eine Mindestreaktivitätsreserve von 15 vollständig eingefahrenen Steuerstäben jederzeit vorzuhalten ist. Ergänzend wurde ein automatisches Warnsystem zur Früherkennung eines Druckanstiegs im Reaktordruckbehälter implementiert. Im Rahmen der Unfallanalyse wurde erstmals der erwähnte konstruktionsbedingter Reaktivitätseffekt, der als „Stabendeeffekt“ bezeichnete Leistungsanstieg beim Einfahren der Steuerstäbe ersichtlich, welcher bis dahin nicht ausreichend bekannt war. Dieser Effekt – bedingt durch die Kombination aus Graphitspitze und Verdrängung von Kühlwasser im unteren Reaktorteil – führte bei der Notabschaltung zu einem kurzfristigen Reaktivitätsanstieg, insbesondere im unteren Bereich des Kerns. Rosenergoatom ließ 1999 diesen Unfall nachträglich auf der INES-Skala mit der Stufe 3 bewerten.
Diese Häufung von Unfällen in der frühen Betriebsphase wird in Fachkreisen auf den Druck der politischen Führung zurückgeführt, einige Vorzeige-Kernkraftanlagen ohne Rücksicht auf die noch nicht vollständige Fertigstellung zum planmäßigen Termin in Betrieb zu nehmen. Vom technisch verwandten Block 1 des Kernkraftwerks Ignalina in Litauen, ebenfalls ein Prestigeprojekt der ehemaligen Sowjetunion, ist beispielsweise im Rahmen der Beitrittsverhandlungen Litauens zur EU aktenkundig bekannt geworden, dass er in Betrieb genommen wurde, obwohl erst ein Teil der Sicherheitseinrichtungen betriebsfähig war.

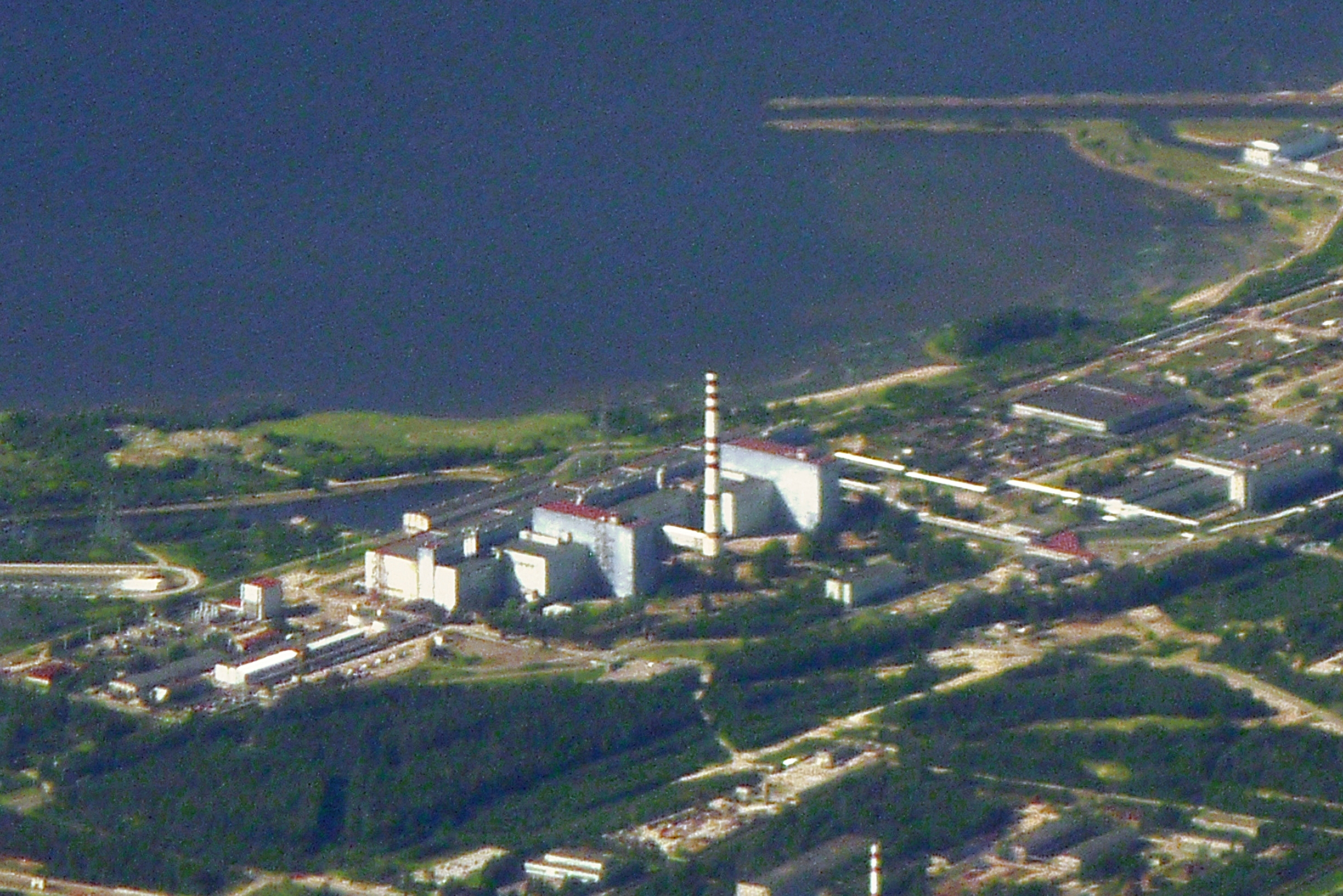
Reaktor 3 und 4

1992 brach eine Brennstoffröhre im dritten Block des Kernkraftwerks Leningrad. Die daraus entstandene radioaktive Wolke trieb zunächst nach Finnland, dann zurück und bis nach Zentralrussland. Spätestens seit diesem Vorfall wird davon ausgegangen, dass der Kiefernwald um das Kernkraftwerk verseucht ist.
Am 15. Dezember 2005 morgens um 3:00 Uhr explodierte einer der Schmelzöfen einer unter fragwürdigen Umständen auf dem Kraftwerksgelände errichteten Metallhütte, in der leicht radioaktive Metallabfälle aus dem Kernkraftwerk wiederverwertet werden. Radioaktivität wurde außerhalb des Anlagengeländes nicht freigesetzt, jedoch wurden durch den Metallauswurf mindestens drei Arbeiter verletzt, von denen mindestens einer an seinen Verletzungen starb. Als Grund für den Unfall wurden Verstöße gegen die Unfallschutzbestimmungen angegeben. Die Niederlassungen der norwegischen Umweltschutzorganisation Bellona sowie von Greenpeace in Sankt Petersburg weisen bereits seit Jahren auf die Gefahr hin, die eine faktisch ohne Genehmigungsverfahren errichtete Metallhütte in unmittelbarer Nähe eines Kernkraftwerks erzeugt. Der Reaktor 2 war zum Zeitpunkt des Unfalls bereits fast ein halbes Jahr auf Grund einer Generalreparatur heruntergefahren.
Am 15. August 2006 wurde der erste Reaktorblock wegen eines Kurzschlusses automatisch vom Netz genommen und heruntergefahren.
Am 28. Oktober 2006 kam es aufgrund markanten Wetters zu einer automatischen Abschaltung des zweiten Blocks. Grund dafür war ein Kurzschluss um 6:58 Uhr in dem 330-kV-Netz, in das Turbogenerator Nummer 4 einspeist. Um 7:15 Uhr kam es zum Stopp des Turbogenerators Nummer 3. Daher musste der ganze Block 2 abgeschaltet werden.
Nach dem Abschluss der Aufrüstung von Block 3 am 12. Mai kam es am 15. Mai 2008 zur automatischen Abschaltung nach einem Fehler im System. Der Reaktor soll nach der Fehlerbeseitigung wieder angefahren werden. In den Nachrichten wurde eine Falschmeldung verbreitet, nach welcher der Block 3 des Kraftwerkes explodiert sei. Diese beruhte auf Angaben von Hackern, die Manipulationen an der Rosatom-Homepage vorgenommen hatten. Die Hacker schrieben eine Pressemitteilung, in der es hieß, dass der Block 3 des Kraftwerkes explodiert sei und dass die Umgebung auf eine Evakuierung vorbereitet würde. Am 20. Mai kamen auf Grund dieser Falschmeldung viele Reporter zu dem Kraftwerk. Die Norm von 0,13 mSv/h wurde nicht überstiegen. Kurz nach der Falschmeldung der Medien wurde vom Katastrophenschutz eine Pressemitteilung ausgegeben, dass es sich um eine Falschmeldung handelte. Die Verantwortlichen wurden ermittelt und festgenommen, da sie den Raum Sankt Petersburg in Panik versetzt hatten.
Durch einen Sturm gelangte am 2. Oktober 2015 eine größere Menge Seetang in den Kühlkreislauf von Block 3, der daraufhin heruntergefahren werden musste. Dies führte zu einem dreitägigen Ausfall des Reaktorblocks, der nach dem manuellen Entfernen des Seetangs am 5. Oktober 2015 wiederangefahren werden konnte.
Im Dezember 2015 musste das Kraftwerk manuell heruntergefahren werden, nachdem eine Rohrleitung geplatzt war und Dampf in die Umwelt abgegeben wurde. Unklar ist, ob der Dampf radioaktiv belastet war, da das Kraftwerk nur einen Wasserkreislauf hat. Vom Betreiber wurde dementiert, dass der Dampf belastet gewesen sei, auch seien keine den Grenzwert überschreitenden Werte gemessen worden.
Das Kraftwerk mit gleichartiger Technologie wie in Tschernobyl sorgt vor allem in Finnland für einige Besorgnis (siehe etwa den Störfall von 1992). In rund 200 km Entfernung liegt finnisches Gebiet. Wäre die Tschernobyl-Wolke hier entwichen, zum Teil nach West-Nordwesten abgedriftet und teils über diesem Gebiet ausgeregnet (Wash-out), so wäre die Kontamination ca. gleich hoch gewesen wie in der 1986 stark getroffenen belarussischen Region nördlich von Gomel.

## Leningrad II
Das Kernkraftwerk Leningrad II soll das alte Kraftwerk ablösen. Im Mai 2006 legte der Chef der russischen Atomenergieagentur Rosatom Pläne für einen Neubau mit sechs Reaktorblöcken vor. Diese sollen einerseits bis spätestens 2019[veraltet] die derzeitigen vier Blöcke ersetzen, andererseits den wachsenden Energiebedarf des Raums Sankt Petersburg standhalten. Geplant sind sechs Druckwasserreaktoren vom Typ WWER-1160. Jeder Block soll eine Leistung von 1160 MW haben. Die Bauarbeiten haben am 30. August 2007 begonnen. Der WWER-1160 wird der erste seiner Art sein und darauf wird wahrscheinlich eine Baureihe folgen. Der WWER-1160 basiert auf Erfahrungen während des Baus der Reaktoren in Tianwan und Kudankulam. Die Ausschreibung zum Bau des neuen Kraftwerkes am 28. Februar hat Atomstroiexport gewonnen. Die Kosten sollen rund 135 Milliarden Rubel betragen. Die Inbetriebnahme des ersten Blocks sollte laut Rosatom 2013 erfolgen, erfolgte aber effektiv erst im März 2018. Am 29. Oktober 2018 ging Leningrad II-1 in den kommerziellen Betrieb, dafür wurde am 22. Dezember 2018 Leningrad I-1 stillgelegt. Am 22. Oktober 2020 ging Leningrad II-2 ans Netz, dafür wurde am 10. November 2020 Leningrad I-2 stillgelegt.

## Daten der Reaktorblöcke
Das Kernkraftwerk Leningrad hat vier Blöcke:
| Reaktorblock | Reaktortyp | Netto- leistung | Brutto- leistung | Baubeginn  | Netzsyn- chronisation | Kommer- zieller Betrieb | Abschal- tung  |
| ------------ | ---------- | --------------- | ---------------- | ---------- | --------------------- | ----------------------- | -------------- |
| Leningrad 1  | RBMK-1000  | 925 MW          | 1.000 MW         | 01.03.1970 | 21.12.1973            | 01.11.1974              | 22.12.2018     |
| Leningrad 2  | RBMK-1000  | 925 MW          | 1.000 MW         | 01.06.1970 | 11.07.1975            | 11.02.1976              | 10.11.2020     |
| Leningrad 3  | RBMK-1000  | 925 MW          | 1.000 MW         | 01.12.1973 | 07.12.1979            | 29.06.1980              | (2030 geplant) |
| Leningrad 4  | RBMK-1000  | 925 MW          | 1.000 MW         | 01.02.1975 | 09.02.1981            | 29.08.1981              | (2026 geplant) |